# Les Melons de la colère
Ne doit pas être confondu avec Les Raisins de la colère.

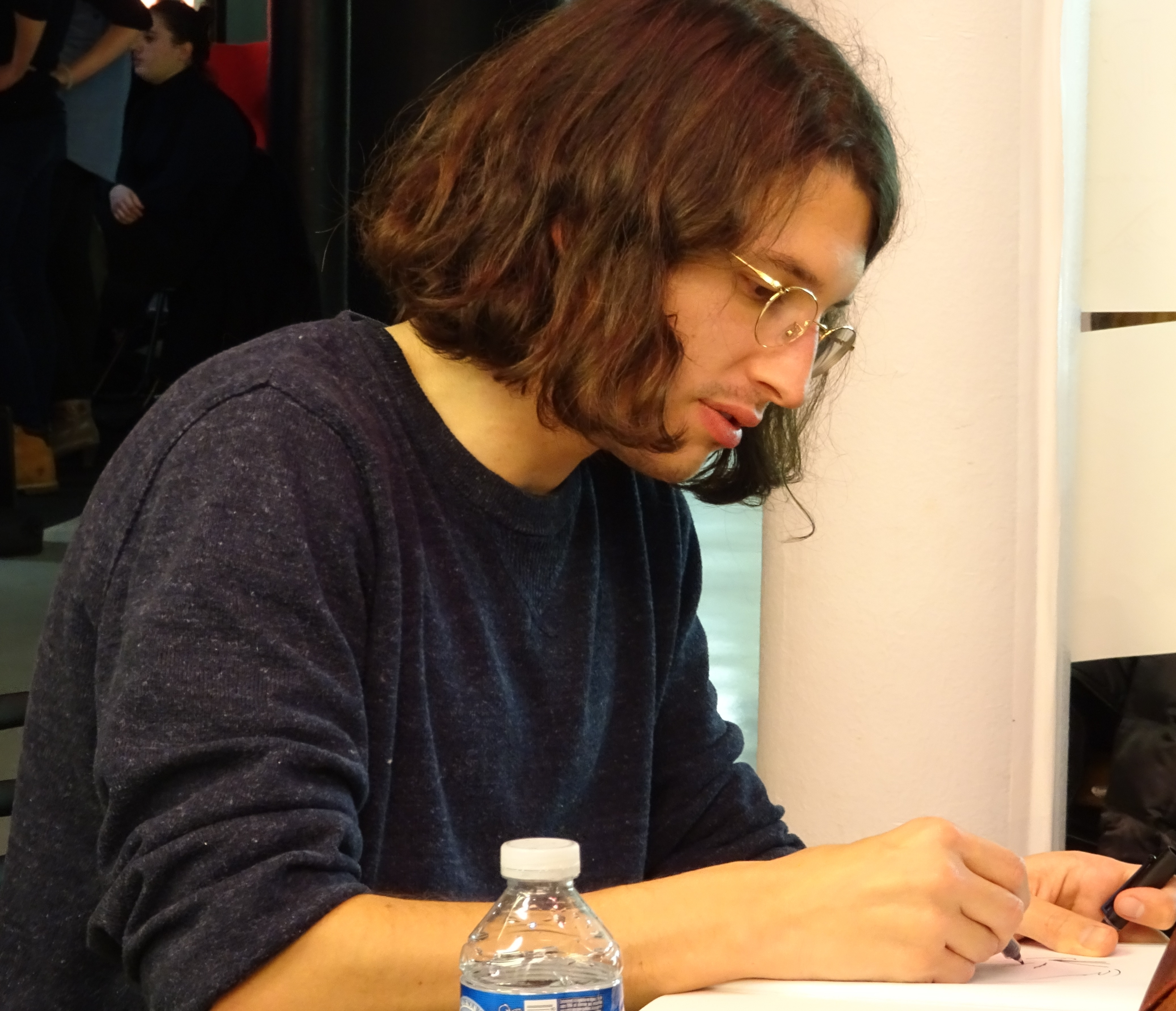
Bastien Vivès en 2017.

Les Melons de la colère est une bande dessinée du dessinateur français Bastien Vivès parue en novembre 2011 aux éditions Requins Marteaux dans la collection BD Cul. À la suite d'une polémique en 2022 à propos de l'œuvre et des déclarations de Bastien Vivès, cette œuvre est accusée de promouvoir la pédopornographie.

## Résumé
La bande dessinée relate les aventures d'une jeune femme de la campagne peu intelligente et à la poitrine surdimensionnée qui subit des viols multiples.

## Réception et critiques
Les avis sont mitigés, et oscillent sur l'appréhension de l'œuvre, entre farce porno et culture du viol et de la pédocriminalité,'

## Polémique
En 2022, la programmation de Bastien Vivès en tant qu'invité d'honneur au festival d'Angoulême, avec une exposition prévue, déclenche une polémique. À cette occasion, le passé de Vivès ressurgit et, notamment, Les Melons de la colère. Deux associations portent plainte contre lui et les deux maisons d'éditions concernées. 
Le 6 janvier 2023, le parquet de Nanterre ouvre une enquête préliminaire visant Bastien Vivès et les maisons d'éditions Glénat et Les Requins Marteaux.